# Tornos
Pour les articles homonymes, voir Tornos (homonymie).
Tornos, dont le siège est à Moutier, est une fabrique suisse de machines-outils destinées à l’industrie du décolletage. L'entreprise est cotée à la bourse suisse SIX Swiss Exchange.

## Histoire

### Origines
L'histoire de Tornos remonte à 1880, lorsque les premières machines destinées à la production de petites pièces pour l'industrie horlogère ont été fabriquées à Moutier.
Parmi les entrepreneurs de l'époque se trouvait le mécanicien thurgovien Nicolas Junker, né en 1851. En 1883, Junker et son associé Anselme Marchal ont fondé la société Junker et Cie. La même année, la production de tours automatiques et la fabrication en série de tours ont commencé. Les tours servaient principalement à la fabrication de vis, car celles-ci étaient davantage demandées par l'industrie horlogère. Junker a développé le tour dit "suisse" inventé par Jakob Schweizer en 1880. Après le départ d'Anselme Marchal, l'entreprise fut inscrite au registre du commerce en 1886 sous le nom de N. Junker,,,. En 1891, l'entreprise achète un bâtiment qui avait appartenu depuis 1886 à l'industriel bâlois Emile Abt.
L'entreprise a été réorientée en 1896, lorsque Junker a repris l'entreprise sous son propre nom. À partir de ce moment, il fabriqua avec sa société des montres et des composants horlogers,.
Une installation de production propre, fonctionnant avec une roue hydraulique, a été construite pour la fabrication de montres. En 1904, Junker vendit l'entreprise, qui connaissait des difficultés financières, à son fils Emile. Un an plus tard, l'entreprise lançait le tour automatique à poupée mobile Mettetal/Junker Fils, équipé de trois outils. La même année, Emile Junker dut déclarer la faillite de l'entreprise,,. Ne supportant pas la faillite de l'entreprise, Nicolas Junker se suicida en 1907,,.

### Fondation et débuts
La faillite de la société Junker et Cie donna naissance en 1914 à l'entreprise Tornos, qui fabriquait des tours automatiques et était en concurrence avec l'entreprise de Joseph Pétermann et d'André Bechler, un ancien apprenti de Junker. La même année, Bechler fonda sa propre entreprise qui produisit également des tours automatiques à partir de 1924,,.
Vers 1971, Tornos a repris l'usine Pétermann,. Les trois entreprises Tornos, Pétermann et Bechler ont donné naissance en 1981 à la société Tornos-Bechler SA. En 1982, l'entreprise a fermé les succursales de Crémines et de Courroux. L'année suivante, Tornos a licencié 500 employés et fermé la filiale de Fleurier. Le groupe allemand Rothenberger et Pittler a acquis 90 % du capital de l'entreprise en 1987.

### Acquisitions et réorientation
En 1988, Tornos présente le CNC 632, le premier tour CNC multibroches au monde. En 1989, Tornos-Bechler SA a pris une participation majoritaire dans la société française Wirth & Gruffat à Annecy. Parallèlement, Wirth & Gruffat a repris une partie de la production de Tornos-Bechler, en plus de son propre programme de production[source insuffisante]. En 1995, les succursales de Courrendlin et de Courgenay ont fermé leurs portes. L'introduction des concepts Tornos Deco et Multi Deco en 1996 été une innovation importante pour l'entreprise.
En 1999, la société d'investissement britannique Doughty Hanson & Co rachète l'entreprise. À la suite du changement de raison sociale de Tornos-Bechler SA en Tornos SA en 2001, les trois anciens concurrents Tornos, Pétermann et Bechler ont été réunis sous une seule et même dénomination sociale. La même année, l'entreprise a été cotée en bourse,,. En outre, Tornos a licencié 200 de ses quelque 1 300 employés. En 2002, la suppression de 310 emplois a suivi et Rothenberger et Pittler sont redevenus les principaux actionnaires. En 2005, l'entreprise a vendu les parts de Credit Suisse et de Doughty Hanson à des investisseurs institutionnels et à un groupe de membres de la direction et du conseil d'administration. 
En 2008, Tornos a racheté le fabricant de machines Almac à La Chaux-de-Fonds, en Suisse,. La même année, Tornos a conclu une alliance avec la société japonaise Tsugami.
En 2012, Tornos a supprimé 170 emplois sur ses sites de Moutier et de La Chaux-de-Fonds.
En 2014, Tornos a orienté sa stratégie de produits vers un segment de prix plus avantageux[Quoi ?], s'écartant ainsi de l'orientation antérieure qui consistait à vendre des machines à prix élevés. Dans cette optique, l'entreprise a ouvert des sites de production à Xi'an en Chine et à Taichung à Taïwan,. La même année, l'industriel suisse Walter Fust a détenait 45 % des actions de Tornos, comme l’a rapporté la SRF en 2016. Auparavant, le journal économique suisse Finanz und Wirtschaft avait déjà rapporté que Fust ne souhaitait pas augmenter sa participation à plus de 45%.

### Histoire récente
Un site de production en Pologne employant 40 personnes a été ouvert par l'entreprise en 2022. Le site de production de La Chaux-de-Fonds a été fermé en 2021. Tornos Holding SA a fusionné le 7 décembre 2023 avec Starrag Group Holding SA pour former Starrag Tornos Group SA,. À cette occasion, Tornos Holding AG a été rebaptisée Tornos AG en tant que filiale de Starrag Tornos Group AG.

## Structure de l'entreprise
Depuis la fusion avec Starrag Group Holding AG le 7 décembre 2023, Tornos AG est une filiale de Starrag Tornos Group AG,.
Michael Hauser est directeur et président du conseil d'administration de Tornos SA. Au cours de l'exercice 2022, l'entreprise employait 681 collaborateurs et a réalisé un chiffre d'affaires consolidé de 181,44 millions de francs suisses,,.
Le groupe dispose de trois sites de production : Moutier en Suisse, Xi'an en Chine et Taichung à Taiwan. Tornos est représenté par des filiales en Europe, aux États-Unis, en Asie et en Australie,.

## Produits
L'entreprise fabrique des tours automatiques monobroches, des tours multibroches, des systèmes périphériques, des centres d'usinage pour les domaines microtechniques, et des ravitailleurs de barres. Les appareils sont pilotés par le logiciel de communication et de programmation Tisis, développé par l'entreprise, et trouvent des applications dans l'industrie automobile, la médecine, l'électronique, l'horlogerie et la sous-traitance,,.
Les sites de production de Taïwan et de Chine fabriquent des machines d'entrée de gamme et de milieu de gamme, tandis que le site de Moutier en Suisse produit des tours monobroches à poupée mobile et des tours multibroches tels que la Multiswiss, l'Evodeco ainsi que la Swissnano,.